# Rasmus Örqvist
Dennis Anders Rasmus Örqvist (18 ottobre 1998) è un calciatore svedese, centrocampista del Brommapojkarna.

## Carriera
Cresciuto nel settore giovanile dello Skövde AIK, debutta in prima squadra il 5 agosto 2014, in occasione dell'incontro di Svenska Cupen vinto per 0-1 contro il Kumla. Dopo aver disputato complessivamente sei stagioni tra terza e quarta divisione, viene acquistato dal Norrby, con cui gioca per due stagioni in Superettan, la seconda divisione svedese.
In vista della stagione 2022, firma un contratto triennale con il Degerfors. Esordisce nell'Allsvenskan il 4 aprile 2022, disputando l'incontro perso per 3-1 contro il Djurgården. Sigla la sua prima rete nella massima divisione svedese il 30 luglio seguente, nell'incontro vinto per 2-1 contro il Kalmar. In quel campionato Örqvist colleziona 28 presenze e tre reti, l'ultima delle quali fissa sul definitivo 2-2 il punteggio sul campo del Malmö FF all'ultima giornata e permette al club di ottenere la salvezza diretta. L'anno seguente totalizza 25 presenze e tre reti, le quali però non evitano il penultimo posto finale nella classifica dell'Allsvenskan 2023 e quindi la retrocessione.
Nonostante la discesa del Degerfors in Superettan, Örqvist continua a giocare nella massima serie nazionale con la cessione al Brommapojkarna avvenuta nel gennaio 2024.

## Statistiche

### Presenze e reti nei club
Statistiche aggiornate al 5 marzo 2024.
| Stagione          | Squadra           | Campionato        | Campionato | Campionato | Coppe nazionali | Coppe nazionali | Coppe nazionali | Coppe continentali | Coppe continentali | Coppe continentali | Altre coppe | Altre coppe | Altre coppe | Totale | Totale |
| Stagione          | Squadra           | Comp              | Pres       | Reti       | Comp            | Pres            | Reti            | Comp               | Pres               | Reti               | Comp        | Pres        | Reti        | Pres   | Reti   |
| ----------------- | ----------------- | ----------------- | ---------- | ---------- | --------------- | --------------- | --------------- | ------------------ | ------------------ | ------------------ | ----------- | ----------- | ----------- | ------ | ------ |
| 2014              | Skövde AIK        | D1                | 2          | 0          | CS              | 1               | 0               |                    | -                  | -                  |             | -           | -           | 3      | 0      |
| 2015              | Skövde AIK        | D2                | 23         | 4          |                 | -               | -               |                    | -                  | -                  |             | -           | -           | 23     | 4      |
| 2016              | Skövde AIK        | D2                | 24         | 9          |                 | -               | -               |                    | -                  | -                  |             | -           | -           | 24     | 9      |
| 2017              | Skövde AIK        | D1                | 21         | 6          | CS              | 2               | 3               |                    | -                  | -                  |             | -           | -           | 23     | 9      |
| 2018              | Skövde AIK        | D1                | 21         | 3          | CS              | 2               | 1               |                    | -                  | -                  |             | -           | -           | 23     | 4      |
| 2019              | Skövde AIK        | D1                | 27         | 5          | CS              | 1               | 0               |                    | -                  | -                  |             | -           | -           | 28     | 5      |
| Totale Skövde AIK | Totale Skövde AIK | Totale Skövde AIK | 118        | 27         |                 | 6               | 4               |                    | -                  | -                  |             | -           | -           | 124    | 31     |
| 2020              | Norrby            | S1                | 28         | 5          |                 | -               | -               |                    | -                  | -                  |             | -           | -           | 28     | 5      |
| 2021              | Norrby            | S1                | 27         | 2          | CS              | 1               | 1               |                    | -                  | -                  |             | -           | -           | 28     | 3      |
| Totale Norrby     | Totale Norrby     | Totale Norrby     | 55         | 7          |                 | 1               | 1               |                    | -                  | -                  |             | -           | -           | 56     | 8      |
| 2022              | Degerfors         | A                 | 28         | 3          | CS+CS           | 3+1             | 0               |                    | -                  | -                  |             | -           | -           | 32     | 3      |
| 2023              | Degerfors         | A                 | 25         | 4          | CS              | 0               | 0               |                    | -                  | -                  |             | -           | -           | 25     | 4      |
| Totale Degerfors  | Totale Degerfors  | Totale Degerfors  | 53         | 7          |                 | 4               | 0               |                    | -                  | -                  |             | -           | -           | 57     | 7      |
| 2024              | Brommapojkarna    | A                 | 28         | 3          | CS              | 2               | 0               |                    | -                  | -                  |             | -           | -           | 2      | 0      |
| Totale carriera   | Totale carriera   | Totale carriera   | 226        | 41         |                 | 13              | 5               |                    | -                  | -                  |             | -           | -           | 239    | 46     |